# Sindbad (service de référence)
Pour les articles homonymes, voir Sindbad.
Sindbad est l'acronyme de Service d'INformation Des Bibliothécaires A Distance.
Il s'agit d'un service de référence virtuelle mis en place par la Bibliothèque nationale de France, ouvert en novembre 2005.
Une équipe de 120 personnes environ répond par mail aux questions des lecteurs.
L'ensemble du système fonctionne avec le logiciel QuestionPoint d'OCLC.